# Brathanki grają Skaldów
Brathanki grają Skaldów – czwarty album zespołu Brathanki, wydany 18 lipca 2011 roku. Płyta była promowana singlem pt. Dwudzieste szóste marzenie.

## Spis utworów
Źródło.
1. "Na wirsycku" - 3:19
2. "Od wschodu do zachodu słońca" - 3:14
3. "Wszystko mi mówi, że mnie ktoś pokochał" - 2:29
4. "Juhas zmarł" - 2:36
5. "Nie widzę ciebie w swych marzeniach" - 4:05
6. "Malowany dym" - 3:21
7. "Medytacje wiejskiego listonosza" - 3:13
8. "Pójdę do nieba" - 4:32
9. "Dwudzieste szóste marzenie" - 3:28
10. "Króliczek" - 2:29
11. "W żółtych płomieniach liści" - 5:38